# Teleonemia huachucae
Teleonemia huachucae är en insektsart som beskrevs av Drake 1941. Teleonemia huachucae ingår i släktet Teleonemia och familjen nätskinnbaggar. Inga underarter finns listade i Catalogue of Life.